# Pavol Topoľský
Pavol Topoľský (* 14. března 1961, Bratislava) je slovenský divadelní, filmový a televizní herec a dabér.
Vystudoval herectví na VŠMU v Bratislavě. Je členem činohry divadla Nová scéna v Bratislavě. Hostoval také v Divadle West a ve Štúdiu L+S. Věnuje se také dabingu do slovenštiny a dabingové režii. Nadaboval například herce jako Eddie Murphy nebo Jack Nicholson.
Pavol Topoľský je potřetí ženatý. Poprvé se oženil během studií na VŠMU. Z tohoto manželství má děti Luciu a Rebeku. Podruhé se oženil v roce 2007 s tanečnicí Marikou Hadovou, se kterou má děti Kristínu a Karolínu. V roce 2019 se oženil potřetí s tanečnicí Vierkou Bielikovou, se kterou má dceru Alexandru.

## Divadlo

### Role na Nové scéně
- Cyrano z predmestia – Rudo, majitel klubu
- Mária Terézia #posledná milosť – Kat
- Rozum a cit – lord John Middleton

## Televize

### Seriály
- 2006: Susedia
- 2008: Priateľky
- 2008: Panelák
- 2008: Kutyil, s. r. o.
- 2018: Oteckovia
- 2020: Hnízdo